# ایوان مخوف
ایوان چهارم واسیلیوویچ (به انگلیسی: Ivan IV Vasilyevich، به روسی: Иван IV Васильевич؛ ۲۵ اوت ۱۵۳۰ – ۲۸ مارس ۱۵۸۴) مشهور به ایوان مخوف، شاهزاده بزرگ مسکو از سال ۱۵۳۳ و تزار تمام روسیه از ۱۵۴۷ تا زمان مرگش در سال ۱۵۸۴ میلادی بود. او از تاثیرگذارترین فرمانروایان تاریخ روسیه بود و نخستین پادشاه روسیه بود که با لقب «تزار» تاج‌گذاری کرد.
در زبان روسی به او لقب «گروزنی» داده‌اند که به معنای قدرتمند و بی‌رحم است، و در زبان فارسی عموماً آن را «مخوف» ترجمه کرده‌اند. ایوان، در مقام شاهزادگیِ اعظم، شاهد تغییرات بسیاری بود که او را از زمامداری یک ایالت به کنترل حکومتی کوچک و سپس یک قدرت منطقه‌ای تبدیل کرد و در سال ۱۵۴۷، به عنوان نخستین تزار خود را «تزار تمام روسیه» نامید. سلطنت ۳۷ سالهٔ ایوان منجر به تبدیل شدن روسیه از یک دولت قرون وسطایی به یک امپراتوری تحت فرمان یک تزار شده بود؛ اما هزینه‌های طولانی مدت زیادی برای مردم و اقتصاد این کشور داشت.

## اوایل زندگی
ایوان چهارم بزرگ‌ترین پسر واسیلی سوم از همسر دومش النا گلینسکایا و نوه ایوان سوم و سوفیا پالایولوژینا بود. او پس از مرگ پدرش در سه‌سالگی جانشین او شد. گروهی از اصلاح‌طلبان حول ایوان جوان متحد شدند و او را در سال ۱۵۴۷ و در ۱۷ سالگی به عنوان پادشاه روسیه تاج‌گذاری کردند و او حکومت بر شاهزاده‌نشین مسکو و قلمروی آن روزگار روسیه را دست گرفت. او خود را جانشین امپراتورهای بیزانس می‌دانست که یک سده پیش توسط امپراتوری عثمانی منقرض شده بود. او می‌خواست کشورش را از زیر سایهٔ اشغال مغول‌ها که موجب عقب‌ماندگی روسیه شده بود، بیرون آورده و ترقی دهد.

## سلطنت
ایوان در سال‌های اولیه سلطنت خود با گروهی از اصلاح‌طلبان موسوم به «شورای برگزیده» حکومت کرد و مجمع جدیدی نیز به نام «زمسکی سوبور» را تأسیس کرد. او همچنین در سال ۱۵۵۰ قوانین حقوقی روسیه مورد بازنگری قرار داد و اصلاحاتی از جمله عوامل خودگردانی محلی و همچنین تأسیس اولین ارتش دائمی روسیه به نام سپاه استرلتسی را ارائه کرد. ایوان در چندین نبرد تاتارهای ولگا را شکست داد، خانات قازان و آستراخان را فتح کرد و قلمرو روسیه را به میزان قابل توجهی گسترش داد.
ایوان پس از تثبیت قدرتش، خود را از شر مشاوران شورای منتخب خلاص و جنگ لیوونی را آغاز کرد که روسیه را ویران و منجر به از دست رفتن مناطق لیوونی و اینگریا شد؛ اما به او اجازه داد تا یکه‌سالاری بیشتری بر اشرافیان روسیه داشته باشد. او با استفاده از اولین پلیس سیاسی تاریخ روسیه به نام «اپریچنیکی»، دست به پاکسازی‌های شدید زد. سال‌های بعدی سلطنت ایوان با قتل‌عام نووگورد در ۱۵۷۰ و سوزاندن مسکو توسط تاتارها در سال ۱۵۷۱ رقم خورد.
ایوان به دنبال پیشرفت‌های علمی در کشورش بود و تلاش‌هایی نیز مانند واردات اولین ماشین چاپ به روسیه را انجام داد. او همچنین فرایندهایی را آغاز کرد که برای قرن‌ها ادامه داشتند از جمله تعمیق ارتباطات با سایر کشورهای اروپایی به‌ویژه انگلستان، نبردهایی علیه امپراتوری عثمانی، و فتح آهسته سیبری.
ایوان چهارم به شدت مذهبی بود و از طرفداران کلیسای ارتدوکس بوده است و دستور داد که تمام مخالفان کلیسای روسیه را در استخری از آب یخ بریزند تا همگی زجرکش شوند. در ادامه، او گروهی از قزاق‌ها را به جنگ خانات سیبیر فرستاد و با شکست دادن آنان، سیبری نیز به خاک روسیه پیوست. با این حال، ایوان چهارم از خانات تاتار کریمه شکست سختی خورد و خان تاتار کریمه بی‌وقفه قلمروی او و حتی شهر مسکو را مورد تهدید قرار می‌داد. ایوان در تلاش برای گشودن دروازه‌های غرب و دریای بالتیک به روی روسیه نیز با ناکامی مواجه شد.
ایوان چهارم از اواسط سلطنتش به دلیل خیانت بسیاری از بویارها دچار بدبینی شد و دست به قتل و کشتارهای بسیار زد. او ۱۲٫۰۰۰ نفر از بویارها را از بین برد و زمین‌های آن‌ها را تصاحب کرد. پس از کشتار هزاران بویار، دستور داد اهالی شهر نووگورد در شمال مسکو که شورش کرده بودند را در رودخانه غرق کنند. جنون مرگ‌بار او تا جایی پیش رفت که پسر بزرگش را نیز به ضرب چوب‌دستی کشت.
از دیگر وقایع دوران پادشاهی ایوان ایجاد تشکیلات پلیس مخفی به نام اپریچنینا بود که به مدت هفت سال میان سال‌های ۱۵۶۵ تا ۱۵۷۲ دوام داشت و نهایتاً توسط خود وی منحل شد.
سرانجام ایوان مخوف در ۵۵ سالگی و در روز ۱۸ مارس ۱۵۸۴ میلادی در مسکو، درحالی‌که مشغول بازی شطرنج بود، بر اثر سکتهٔ قلبی درگذشت و در پی مرگش روسیه برای چندین دهه دچار آشوب و هرج‌ومرج شد.

## ارزیابی

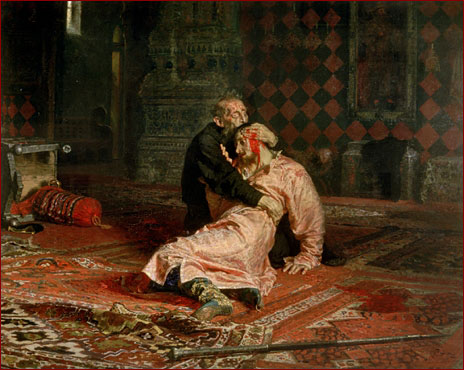
نقاشی ایوان مخوف و پسرش ایوان، اثر ایلیا رِپین (۱۸۸۳–۱۸۸۵)

منابع معاصر گزارش‌های متفاوتی از شخصیت پیچیدهٔ ایوان چهارم ارائه می‌دهند. او به‌عنوان فردی باهوش و مؤمن توصیف می‌شود، اما همچنین مستعد اختلال‌هایی چون پارانویا، خشم و شیوع فصلی بی‌ثباتی ذهنی بود که با افزایش سنش بدتر می‌شدند. او به دنبال ترقی دادن و مدرن کردن روسیه بود؛ اما تا زمان مرگش هم موفق نشد روسیه را به یک کشور پیشرفته تبدیل کند.
تاریخ‌دانان اتفاق نظر دارند که او در یک حملهٔ خشمناک، پسر ارشد و وارث خود، ایوان ایوانوویچ را به قتل رساند؛ همچنین، ممکن است باعث سقط آخرین فرزندش نیز شده باشد. همهٔ اینها باعث شد که پسر کوچک‌ترش فیودور یکم، که از نظر سیاسی بی‌تأثیر بود، تاج و تخت را به ارث ببرد. مردی که حکومتش و مرگ بدون فرزند وراثش، مستقیماً به پایان دودمان روریک و آغاز عصر مشکلات روسیه منجر شد.